# Serge Aubry
Pour les articles homonymes, voir Aubry.
Serge Aubry (né le 2 janvier 1942 à Montréal, dans la province de Québec au Canada - mort le 30 octobre 2011 à Lévis) est un joueur professionnel canadien de hockey sur glace qui évoluait en position de gardien de but.

## Biographie
Originaire de Montréal et fils de Gérard Aubry et Gabrielle Morin, Serge Aubry fait son passage dans le hockey junior entre 1958 et 1962. Pour la saison 1958-1959, il évolue avec le Baronet de Québec. Avec cette équipe, il remporte le championnat de la saison de la Ligue de hockey junior Montréal métropolitain. Son équipe devient championne des séries éliminatoires de cette ligue après avoir battu les Monarchs de NDG en finale. Étant champion de cette ligue, son équipe affronte les champions des deux autres ligues junior au Québec soit le National de Port-Alfred de la Ligue junior du Saguenay et l'équipe de Trois-Rivières de la Ligue Laurentienne. Le Baronnet bat ces équipes lors de chaque match disputé contre eux et gagne le droit de représenter le Québec au tournoi de la Coupe Memorial pour l'est du Canada. En quart de finale, l'équipe d'Aubry gagne contre les Lumber Kings de Pembroke en deux parties. Par contre, son équipe perd en demi-finale du tournoi de l'est du Canada contre les Canadiens de Hull-Ottawa en deux parties. La saison suivante, Aubry évolue pour les Canadiens de Brockville. Ayant un passe droit pour le tournoi des séries éliminatoires de l'est du Canada pour la Coupe Memorial, il évolue durant ces éliminatoires pour cette équipe. Il amène son équipe jusqu'à la finale de l'est qu'elle perdra contre les Tee Pees de St. Catherines.      
En 1967, Serge Aubry commence sa carrière professionnelle avec les Oilers de Tulsa de la Ligue centrale de hockey professionnel, renommée Ligue centrale de hockey (LCH) un an plus tard. À l'issue de la saison 1967-1968, les Oilers remportent la coupe Adams, remise aux champions de la LCH. Aubry continue de jouer pour les Oilers durant les deux saisons qui suivent, ponctuées de six apparitions en Ligue internationale de hockey (LIH) avec les Oak Leafs de Des Moines. En 1970, il se voit décerner le trophée du meilleur gardien de la LCH. La saison suivante, il joint les Americans de Rochester de la Ligue américaine de hockey (LAH).
Le 12 février 1972, l'Association mondiale de hockey (AMH), une nouvelle ligue majeure censée rivaliser avec la Ligue nationale de hockey selon ses promoteurs, organise un repêchage général en vue de sa saison inaugurale, au cours duquel Aubry est choisi par les Nordiques de Québec. Il décide de signer avec sa franchise attitrée et en devient vite le gardien titulaire, réalisant son premier blanchissage et celui de la franchise lors de la première rencontre des Nordiques à domicile face aux Oilers de l'Alberta. Au cours de cette première saison, il passe 54 minutes sur le banc de pénalité, faisant de lui le portier le plus pénalisé de l'édition. Il se voit également décerné le trophée Mark Ten, remis par les Nordiques au joueur de l'équipe considéré le plus utile.
Pour la saison suivante, Aubry partage équitablement les responsabilités dans la cage avec Michel Deguise et Richard Brodeur. Pour l'édition 1974-1975, devenu la doublure de Brodeur, il participe à la première qualification pour les séries éliminatoires des Nordiques qui atteignent par la suite la finale mais échouent face aux Aeros de Houston en quatre manches.
Durant l'été qui suit, Aubry est échangé aux Stingers de Cincinnati. Il ne reste en Ohio que le temps d'une saison et retrouve les Nordiques dès octobre 1976. Il prend alors part dans la campagne victorieuse de l'équipe de Québec qui remporte le trophée mondial Avco aux dépens des Jets de Winnipeg. Peu de temps après, il met un terme à sa carrière.
Après la fin de sa carrière de joueur, il entame une carrière de dépisteur de jeunes hockeyeurs pour sa dernière équipe professionnelle, les Nordiques. Il est dépisteur pour le club de Québec jusqu'en 1989.
En 1989, il devient le premier entraineur des gardiens de but chez les Nordiques de Québec.
Après son essai comme entraineur à Québec, il redevient dépisteur pour les Kings de Los Angeles de 1990 à 1995.
Il meurt le 30 octobre 2011 à l'âge de 69 ans à l'Hôtel-Dieu de Lévis, lui qui souffrait notamment de diabète.

## Statistiques
| Saison     | Équipe                  | Ligue      |    | Saison régulière | Saison régulière | Saison régulière | Saison régulière | Saison régulière | Saison régulière | Saison régulière | Saison régulière | Saison régulière | Saison régulière |   | Séries éliminatoires | Séries éliminatoires | Séries éliminatoires | Séries éliminatoires | Séries éliminatoires | Séries éliminatoires | Séries éliminatoires | Séries éliminatoires | Séries éliminatoires |
| Saison     | Équipe                  | Ligue      | PJ | V                | D                | Pr/N             | Min              | BC               | Moy              | % Arr            | Bl               | Pun              | PJ               | V | D                    | Min                  | BC                   | Moy                  | % Arr                | Bl                   | Pun                  |                      |                      |
| 1967-1968  | Oilers de Tulsa         | LCH        | 34 | 16               | 9                | 6                | 1 922            | 115              | 3,59             | 89,5             | 0                |                  | 7                |   |                      |                      |                      |                      |                      |                      |                      |                      |                      |
| 1968-1969  | Oilers de Tulsa         | LCH        | 31 | 12               | 9                | 8                | 1 741            | 104              | 3,58             |                  | 0                |                  | 7                |   |                      |                      |                      |                      |                      |                      |                      |                      |                      |
| 1968-1969  | Oak Leafs de Des Moines | LIH        | 6  |                  |                  |                  |                  |                  |                  |                  |                  |                  |                  |   |                      |                      |                      |                      |                      |                      |                      |                      |                      |
| 1969-1970  | Oilers de Tulsa         | LCH        | 38 | 15               | 13               | 5                | 2 180            | 92               | 2,53             |                  | 2                |                  | 5                |   |                      |                      |                      |                      |                      |                      |                      |                      |                      |
| 1970-1971  | Americans de Rochester  | LAH        | 51 |                  |                  |                  | 2 787            | 149              | 3,20             |                  | 2                |                  |                  |   |                      |                      |                      |                      |                      |                      |                      |                      |                      |
| 1971-1972  | Americans de Rochester  | LAH        | 37 |                  |                  |                  | 1 813            | 137              | 4,53             |                  | 0                |                  |                  |   |                      |                      |                      |                      |                      |                      |                      |                      |                      |
| 1972-1973  | Nordiques de Québec     | AMH        | 52 | 25               | 22               | 3                | 3 036            | 182              | 3,59             | 89,8             | 2                |                  |                  |   |                      |                      |                      |                      |                      |                      |                      |                      |                      |
| 1973-1974  | Nordiques de Québec     | AMH        | 26 | 11               | 11               | 2                | 1 395            | 90               | 3,87             | 88               | 1                |                  |                  |   |                      |                      |                      |                      |                      |                      |                      |                      |                      |
| 1974-1975  | Nordiques de Québec     | AMH        | 31 | 17               | 11               | 0                | 1 762            | 109              | 3,71             | 88,6             | 0                |                  |                  |   |                      |                      |                      |                      |                      |                      |                      |                      |                      |
| 1975-1976  | Stingers de Cincinnati  | AMH        | 12 | 6                | 4                | 0                | 549              | 38               | 4,15             | 85,8             | 1                |                  |                  |   |                      |                      |                      |                      |                      |                      |                      |                      |                      |
| 1976-1977  | Nordiques de Québec     | AMH        | 21 | 6                | 5                | 0                | 769              | 51               | 3,98             | 86,2             | 1                |                  | 3                | 0 | 0                    | 18                   | 1                    | 3,33                 | 90                   | 0                    |                      |                      |                      |
| Totaux AMH | Totaux AMH              | Totaux AMH | 65 | 142              | 53               | 5                | 7 511            | 470              | 3,75             | 88,6             | 5                |                  | 3                | 0 | 0                    | 18                   | 1                    | 3,33                 | 90                   | 0                    |                      |                      |                      |

## Transactions
- juillet 1975 : échangé aux Stingers de Cincinnati par les Nordiques de Québec en retour d'une somme d'argent.
- octobre 1976 : signé par les Nordiques à titre d'agent libre.

## Titres et honneurs personnels
- Champion du trophée de la meilleure équipe en séries éliminatoires de la Ligue de hockey junior Montréal métropolitain
- Champion de la coupe Adams 1968 avec les Oilers de Tulsa
- Récipiendaire du trophée du meilleur gardien de la LCH 1970
- Champion du trophée mondial Avco 1977 avec les Nordiques de Québec.
- Récipiendaire du trophée Mark Ten du joueur le plus utile, décerné par les Nordiques
- Invité au Match des étoiles de l'AMH 1973